# Palmarès del Borussia Verein für Leibesübungen 1900 Mönchengladbach

## Competizioni nazionali
- Campionato tedesco: 5

1969-1970, 1970-1971, 1974-1975, 1975-1976, 1976-1977
- Coppa di Germania: 3

1959-1960, 1972-1973, 1994-1995
- Supercoppa di Germania: 1 [1]

1977 (non ufficiale)
- 2. Fußball-Bundesliga: 1

2007-2008
- Fußball-Regionalliga: 1

1964-1965 (Regionalliga Ovest)

## Competizioni internazionali
- Coppa UEFA: 2  (Record tedesco)

1974-1975, 1978-1979

## Competizioni giovanili
- Under-17 Bundesliga: 1

1980-1981

## Competizioni amichevoli
- Coppa Kirin: 1

1978

## Altri piazzamenti

Il Borussia subisce la prima rete dal nella finale della Coppa dei Campioni 1976-1977 persa per 1-3.

- Campionato tedesco:

Secondo posto: 1973-1974, 1977-1978
Terzo posto: 1967-1968, 1968-1969, 1971-1972, 1983-1984, 1986-1987, 2014-2015
- Coppa di Germania:

Finalista: 1983-1984, 1991-1992
Semifinalista: 1984-1985, 1986-1987, 2000-2001, 2003-2004
- Coppa di Lega tedesca:

Finalista: 1972-1973
- Supercoppa di Germania:

Finalista: 1995
- 2. Fußball-Bundesliga:

Secondo posto: 2000-2001
- Coppa dei Campioni:

Finalista: 1976-1977
- Coppa UEFA:

Finalista: 1972-1973, 1979-1980
Semifinalista: 1986-1987
- Coppa Intercontinentale:  [2]

Finalista: 1977
- Coppa delle Coppe:

Semifinalista: 1973-1974